# 宗教音乐
宗教音乐，是为宗教仪式谱写和演出的音乐，广义的宗教音乐也包括受宗教影响的具有宗教情怀的音乐作品。

## 基督教音乐
在基督教宗教仪式中，音乐（歌唱与器乐演奏）占有很重要的地位，被称为“圣乐”，「圣歌」、「讚美詩」、「圣詩」、「詩歌」用来表达基督徒对上帝的感情。教堂拥有乐手、乐队、唱诗班等，在基督教传播的漫长历史中，也形成了深厚的基督教音乐遗产。这个遗产成为欧洲古典艺术音乐的来源。被誉为欧洲古典音乐最有影响力的代表作曲家巴赫，他的大部分作品是为信義宗教堂写作的，他自己本人也是教堂的乐手。莫扎特、贝多芬的作品也深受宗教影响，并直接写过宗教音乐，例如莫扎特的《安魂曲》、贝多芬的《庄严弥撒》。

## 佛教音乐
佛教经义讲求“五明”，其中之一“声明”，包含用音乐修行的涵义。佛教拥有丰富的音乐遗产。

## 參看
- 世俗音樂
- 颂歌